# Aissata Ouarma
 (février 2021).
La mise en forme du texte ne suit pas les recommandations de Wikipédia : il faut le « wikifier ».
Les points d'amélioration suivants sont les cas les plus fréquents :
- Les titres sont pré-formatés par le logiciel. Ils ne sont ni en capitales, ni en gras.
- Le texte ne doit pas être écrit en capitales (les noms de famille non plus), ni en gras, ni en italique, ni en « petit »…
- Le gras n'est utilisé que pour surligner le titre de l'article dans l'introduction, une seule fois.
- L'italique est rarement utilisé : mots en langue étrangère, titres d'œuvres, noms de bateaux, etc.
- Les citations ne sont pas en italique mais en corps de texte normal. Elles sont entourées par des guillemets français : « et ».
- Les listes à puces sont à éviter, des paragraphes rédigés étant largement préférés. Les tableaux sont à réserver à la présentation de données structurées (résultats, etc.).
- Les appels de note de bas de page (petits chiffres en exposant, introduits par l'outil «  Source ») sont à placer entre la fin de phrase et le point final[comme ça].
- Les liens internes (vers d'autres articles de Wikipédia) sont à choisir avec parcimonie. Créez des liens vers des articles approfondissant le sujet. Les termes génériques sans rapport avec le sujet sont à éviter, ainsi que les répétitions de liens vers un même terme.
- Les liens externes sont à placer uniquement dans une section « Liens externes », à la fin de l'article. Ces liens sont à choisir avec parcimonie suivant les règles définies. Si un lien sert de source à l'article, son insertion dans le texte est à faire par les notes de bas de page.
- La présentation des références doit suivre les conventions bibliographiques. Il est recommandé d'utiliser les modèles {{Ouvrage}}, {{Chapitre}}, {{Article}}, {{Lien web}} et/ou {{Bibliographie}}. Le mode d'édition visuel peut mettre en forme automatiquement les références.
- Insérer une infobox (cadre d'informations à droite) n'est pas obligatoire pour parachever la mise en page.

Pour une aide détaillée, merci de consulter Aide:Wikification.
Si vous pensez que ces points ont été résolus, vous pouvez retirer ce bandeau et améliorer la mise en forme d'un autre article.
 (mars 2021).
Aissata Ouarma, est une réalisatrice burkinabè. Ses films traitent du combat des femmes pour leurs droits et leur liberté.

## Biographie
Aissata Ouarma commence sa carrière avec des formations sur de nombreux plateaux de tournages avant de s’inscrire à l’Institut supérieur de l’image et du son au Burkina  en documentaire de création complétée par une formation à la Fémis à Paris et la Haute école des arts de Zurich. Ses films révèlent aux publics le combat des femmes pour leurs droits et leurs libertés. Le silence des autres, réalisé en 2011 touche du doigt le phénomène de l’exode rural des jeunes mineurs vers la capitale burkinabè. Je danse, donc je suisson deuxième court métrage remporte le prix du meilleur film documentaire des écoles africaines au Fespaco édition 2015. 

## Filmographie
- 2011 : Le Silence des autres
- 2014 : Je danse, donc je suis
- 2017 : Le silence de Lydie[4]

## Distinctions
- 2010 : Prix du meilleur scénario au festival ciné droit libre
- 2015 : Prix du meilleur film documentaire des écoles africaines au Fespaco
- 2015 : Prix de l'intégration africaine au festival Clap d'Ivoire à Abidjan
- 2015 : Prix du meilleur son au festival International de Film Documentaire[5]
- 2015 : Mention spéciale, Festival de films Émergences à Lomé au Togo